# Energia (rakieta)
Energia – radziecka rakieta nośna o wysokości 58 m i średnicy 20 m, zdolna wynieść na orbitę ładunek o masie około 100 ton, czy też wysłać ładunek o masie 32 ton w drogę na Księżyc, czyli mniejszej niż amerykański Saturn V. Była przewidziana dla wahadłowca Buran, jak również ciężkich satelitów wojskowych, szczególnie tych z radzieckiej wersji programu Gwiezdne Wojny.
Była podobna do amerykańskiego zestawu startowego wahadłowca kosmicznego. Jednak w przeciwieństwie do niego posiadała własne silniki startowe – 4 silniki RD-0120 i 4 silniki RD-170 (w Buranie znajdowały się tylko pomocnicze), więc mogła startować bez promu.
W kosmodromie Bajkonur na potrzeby rakiety Energia przebudowano Kompleks 110, wykorzystywany wcześniej przez rakiety N1, oraz zbudowano nowy Kompleks 250.

## Historia
W roku 1976, gdy władze zdecydowały, że Związek Radziecki musi dysponować statkiem kosmicznym wielokrotnego użytku, prace zostały zlecone CKBM,
funkcjonującym już pod zmienioną nazwą – Energia. Walentin Głuszko doskonale zdawał sobie sprawę, że jedynym paliwem, które można zastosować w przypadku tak masywnego ładunku, jest ciekły tlen i wodór – darzone przez niego tak wielką niechęcią. Ponieważ nie było alternatywy, konstruktor dał zielone światło Siemionowi Kosbergowi, który rozpoczął intensywne prace nad silnikiem RD-0120. Konstrukcja rakiety miała zasadnicza cechę R-7: składała się z jednostki centralnej i połączonych z nią czterech silników pomocniczych, i zaskakująco przypominała wyglądem zbiornik paliwa z rakietami pomocniczymi, wykorzystywane w przypadku amerykańskich wahadłowców. Silniki pomocnicze RD-170 konstrukcji Głuszki były napędzane ciekłym tlenem i kerozyną (rozwój RD-170 doprowadził do powstania nowej rodziny radzieckich rakiet nośnych o nazwie Zenit).
- 15 maja 1987 – pierwszy lot, dostarczenie na orbitę rosyjskiej bojowej stacji kosmicznej Polus (co wyszło na jaw dopiero w 1996 roku). Polus nie osiągnął orbity i spłonął w atmosferze, jednak winne temu były błędy w oprogramowaniu stacji, nie rakieta nośna[1].
- 15 listopada 1988 – drugi i zarazem ostatni lot, wyniesienie na orbitę wahadłowca Buran (lot bezzałogowy, brak ogniw paliwowych, systemy podtrzymywania życia i system odprowadzania ciepła nie były jeszcze gotowe).

## Rakieta
źródło
URKTS (Uniwersalnaja Rakietno-Kosmiczeskaja Transportnaja Sistema – Uniwersalny Rakietowo-Kosmiczny System Transportu) – Energia była dwustopniową rakietą nośną, o konstrukcji wieloczłonowej. Pierwszy stopień tworzyły cztery bloki napędowe, każdy o średnicy 4,10 m i wysokości 40,0 m. U podstawy mieścił się silnik RD-170, nad nim znajdował się zbiornik o wysokości ośmiu metrów zawierający 78,5 ton nafty oraz drugi zbiornik mieszczący 267,1 tony ciekłego tlenu. Szczyt zakończony był stożkiem, w którego wnętrzu znajdowała się aparatura pomocnicza i zbiornik wysokiego ciśnienia. Górną i dolną powierzchnię stopnia pokrywały kontenery, przeznaczone dla urządzeń systemu miękkiego lądowania. Masa członów około 35 ton, z materiałem pędnym około 380 ton. Centralnym elementem napędowym rakiety był blok drugiego stopnia, zewnętrznie podobny do zbiornika ET Space Shuttle. Miał on średnicę 7,80 m, wysokość 60,3 m i dzielił się na cztery sekcje.Podstawę tworzyły cztery silniki RD, wyżej znajdował się zbiornik o wysokości 34 metrów dla 100 ton ciekłego wodoru oraz zbiornik o wysokości 17 metrów dla 610 ton ciekłego tlenu. Przestrzeń między zbiornikami zajmował przedział sterowania z zespołem żyroskopów, urządzeń telemetrycznych, anten itp. Pusty człon miał masę około 50 ton, a napełniony 760 ton. Masa całkowita pięciu członów napędowych rakiety wynosiła 2280 ton. Z boku kadłuba drugiego stopnia moża było doczepić trzeci stopień lub wielkowymiarowe ładunki o masie do 100 ton. Silniki dla Energii opracowywano od 1974 pod kierownictwem Głuszki. Silnik drugiego stopnia na ciekły tlen i wodór był pierwszą konstrukcją tego typu powstałą w ZSRR. Jego charakterystyki były zbliżone do silnika SSME wahadłowców. Technologia zastosowana przy konstrukcji pozwalała na jego wielokrotne użycie. Elementy konstrukcji drugiego stopnia miały opadać na powierzchnię Pacyfiku. Po wyłowieniu elementy te miały być ponowie użyte.
Osiem silników rakiety było uruchamiane niemal jednocześnie. Najpierw następował zapłon czterech siników drugiego stopnia i po uzyskaniu przez nie pełnego ciągu, włączane były silniki pierwszego stopnia. Maksymalny ciąg startowy był uzyskiwany po około dziesięciu sekundach. Jeśli do czasu oderwania się rakiety ze stanowiska startowego któryś z silników zawiódł, następowało automatyczne wyłączenie pozostałych. Natomiast gdy na etapie wznoszenia ulegnie awarii jeden z silników pierwszego stopnia, rakieta kończyłaby lot z wyłączonymi silnikami, spadając w „wyznaczonej“ strefie wschodniej Syberii. Przewidziano też możliwość awaryjnego wyłączenia silnika drugiego stopnia. W takim przypadku całość paliwa miała być podawana do trzech pozostałych silników, a ich działanie miało pozwolić nadać ładunkowi wymaganą prędkość.

## Modyfikacje rakiety
Planowano dalsze modyfikacje rakiety w celu zwiększenia jej ładunku użytecznego (dodatkowe silniki na paliwo stałe) nie doszły do skutku. Rakieta w konfiguracji znanej jako Wulkan, albo alternatywnie – Herkules, miała być wyposażona w osiem silników pomocniczych i górny człon.    
Po rozpadzie Związku Radzieckiego produkcję rakiety przerwano w ramach cięć budżetowych. Orbitalny lot Burana miał pozostać jedynym w historii.
- Energia-M: pomniejszona Energia, miała zastąpić rakiety Proton K, jednak została wycofana przed pierwszym lotem na rzecz rakiet Angara
- Uragan: modyfikacja Energii zdolna do całkowitego ponownego użycia, wycofana po rozpadzie ZSRR.
- Energia-Wulkan: najcięższa odmiana Energii, zdolna wynieść na orbitę ładunek o masie 175 ton. Miała być wyposażona w 8 silników pomocniczych i górny człon. Tak potężną rakietę można byłoby z powodzeniem wykorzystać w misjach marsjańskich[1]. Anulowana w 1993.